# غمينا

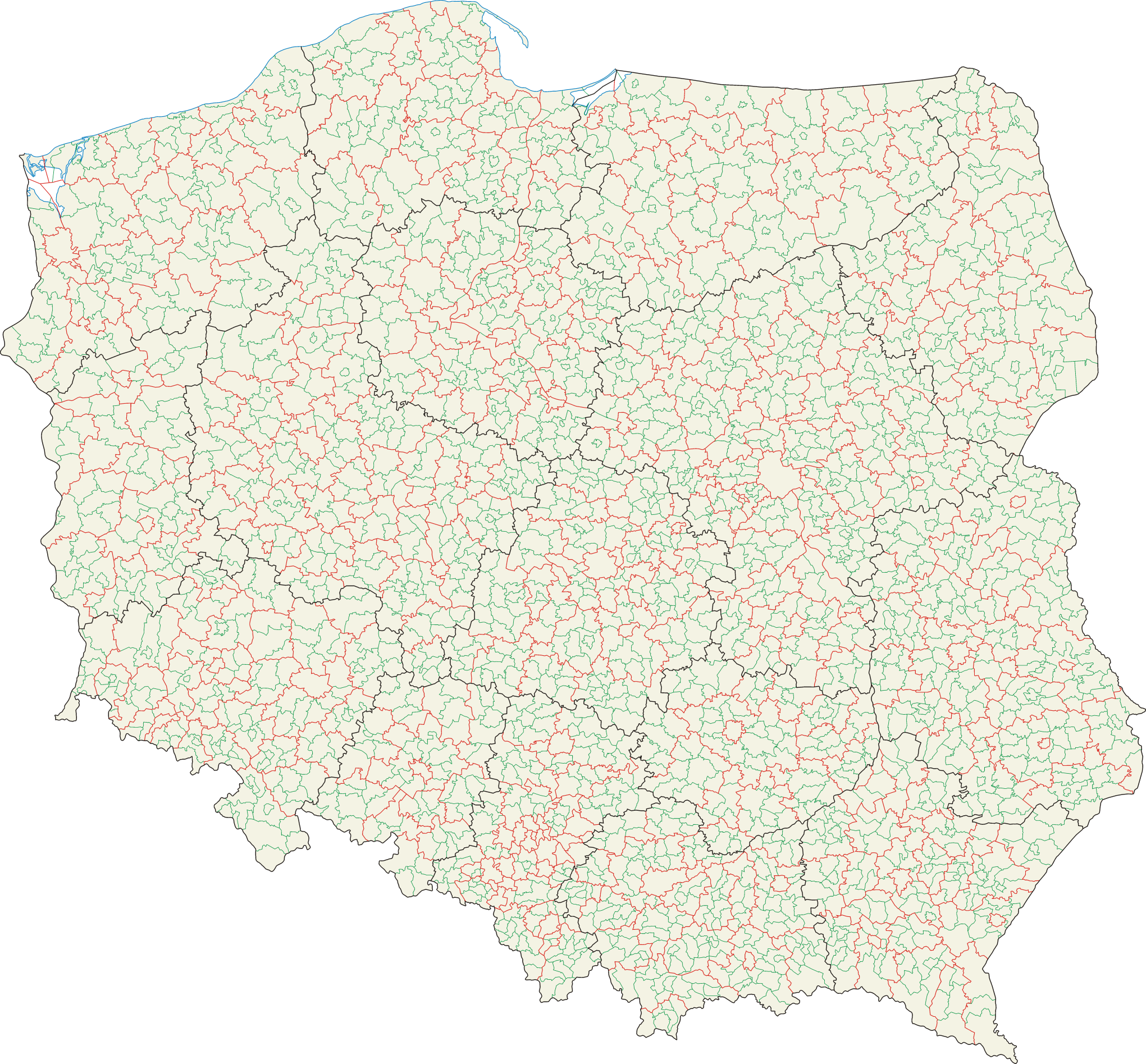

غمينا (بالبولندية: Gmina وتلفظ[ˈɡmina]) هي أحد تقاسيم بولندا الإدارية ويطلق عليها بعض الأحيان «كمون» أو بلدية. في سنة 2010 كان عدد غميناهات بولندا 2459 غمينا. اسم غمينا هو مأخوذ من Gemeinde ويعني المجتمع في اللغة الألمانية.
توجد ثلاثة أنواع من الغمينا في بولندا:
- غمينا مدنية (بالبولندية: gmina miejska)‏ وتتشكل من مدينة واحدة؟
- غمينا مدني-قروية (بالبولندية: gmina miejsko-wiejska)‏ تتشكل من مدينة والقرى المحيطة بها.
- غمينا قروية (بالبولندية: gmina wiejska)‏ تتشكل من قرى وأرياف.